# Батт, Джахангир
Джахангир Ахмед Батт (англ. Jahangir Ahmed Butt; 17 апреля 1943, Гуджранвала, Британская Индия — 7 сентября 2021) — пакистанский хоккеист (хоккей на траве), нападающий. Олимпийский чемпион 1968 года, серебряный призёр летних Олимпийских игр 1972 года.

## Биография
Джахангир Батт родился 17 апреля 1943 года в индийском городе Гуджранвала (сейчас в Пакистане).
В 1966 году в составе сборной Пакистана завоевал серебряную медаль хоккейного турнира летних Азиатских игр в Бангкоке.
В 1968 году вошёл в состав сборной Пакистана по хоккею на траве на Олимпийских играх в Мехико и завоевал золотую медаль. Играл на позиции нападающего, провёл 3 матча, мячей не забивал.
В 1970 году в составе сборной Пакистана завоевал золотую медаль хоккейного турнира летних Азиатских игр в Бангкоке.
В том же году получил от президента Пакистана награду Pride of Perfomance.
В 1972 году вошёл в состав сборной Пакистана по хоккею на траве на Олимпийских играх в Мюнхене и завоевал серебряную медаль. Играл на позиции нападающего, провёл 9 матчей, мячей не забивал.
В 1965—1972 годах провёл за сборную Пакистана 72 матчей, забил 10 мячей.
По окончании игровой карьеры работал тренером и менеджером сборных Пакистана.